# Balbina Steffenone
Balbina Steffenone (Casale Monferrato, 1825 – Napoli, 1896) è stata un soprano italiano.

## Biografia
Studiò canto con Teresa Bertinotti.
Debuttò come Lucia a Macerata nel 1842. Dopo vari concerti in Italia, cantò al Covent Garden di Londra dal 1845 al 1847, quindi si recò in America del Nord dove restò sette anni. Si esibì, tra l'altro, a Boston, in Messico, a New York, a Filadelfia e all'Avana, dove era prima donna della compagnia di Giovanni Bottesini verso il 1850. Cantò alla prima americana de  Il trovatore  di New York, nel ruolo di Leonora e di Ines Al suo ritorno a New York da Cuba, nel 1855, le fu affidato il ruolo principale in Lucrezia Borgia.
Tornata in Europa dopo una tournée brasiliana che si rivelò un insuccesso, si esibì al Théâtre italien di Parigi nel 1856-1857 in sostituzione di Erminia Frezzolini, quindi a Vienna nel 1859, e a Napoli nel 1860-61, dove partecipò all'allestimento di Morosina di Errico Petrella.
Si ritirò nel 1862 ma tornò alle scene nel 1863 in occasione della prima di Giovanna di Castiglia al Teatro San Carlo di Napoli.
Morì a Napoli nel 1896.